# Kawaloor, Koppal
Kawaloor là một làng thuộc tehsil Koppal, huyện Koppal, bang Karnataka, Ấn Độ.